# Coeriana oreas
Coeriana oreas är en fjärilsart som beskrevs av William Schaus 1914. Coeriana oreas ingår i släktet Coeriana och familjen nattflyn. Inga underarter finns listade i Catalogue of Life.